# Batalha de Milazo (888)
A Batalha de Milazo foi uma batalha naval travada em 888 entre as frotas bizantina e aglábida no nordeste da Sicília. A batalha foi uma grande vitória aglábida. Por vezes é conhecida como 'Segunda Batalha de Milazo, pois conta-se a Batalha de Estelas como a primeira.

## Batalha
Em 888, os aglábidas montaram uma expedição com destino à Calábria bizantina, com navios da Sicília bem como da Ifríquia. Fora de Milazo, a frota encontrou-se com um esquadrão bizantino da frota imperial de Constantinopla. A batalha não é citada em nenhuma fonte bizantina, mas apenas no al-Bayan al-Mughrib de ibne Idari, bem como na Crônica de Cambridge. Todas as fontes concordam que foi uma vitória aglábida decisiva — seu primeiro combate em mar aberto: relatadamente 5 000 bizantinos se afogaram, e 7 000 no total (ou mais de 7 000, dependendo da tradução do árabe) foram mortos.

## Rescaldo
No rescaldo do conflito, os bizantinos abandonaram muitas fortalezas que mantinham no Val de Demona, e o restante, deixado sem esperança de ajuda bizantina, concluiu trégua com o governador aglábida da Sicília. Diz-se que a guarnição e população de Régio abandonaram sua cidade pelo temor de ataques aglábidas.